# 伊藤陽佑
伊藤 陽佑（1984年7月7日—）是著名日本的男性演員及歌手，出生於北海道札幌市，後來曾經加入成為FREE（Production尾木的以前所屬）旗下的男藝人。2004年，他曾在拍攝特攝作品《特搜戰隊刑事連者》，飾演DekaGreen（江成仙一）。2010年以《天裝戰隊護星者》的第十集作為客串演出，他的角色為「Majisu／護星綠」。

## 參與作品

### 電視劇
- 特搜戰隊刑事連者（2004年／飾演 江成仙一／DekaGreen）
- 天才兒童MAX内天才兒童劇集
  - 「サムネタ男とタコヤキ娘」＜主演　藤本七海＞（2005年／飾演 寒男）
  - 「新優克迪爾故事～秘密基地潜入大作戦！」（2006年／飾演 929）
  - 「新優克迪爾故事～悪の総帥ムゲン現る」（2007年／飾演 929）
  - 「新優克迪爾故事～蒸気石危うし！』」（2007年／飾演 929）
  - 「ナンダーＭＡＸの物語 日付変更船・プッカリーノ～ピンチ！ポチ！スレチガイ！～」（2009年／飾演 大黑屋千左ヱ門）
- PS -羅生門-CASE7「子犬が見た殺意!! 残金1013円 存在しないはずの女」（2006年／飾演 犯人）
- 水曜ミステリー9　警視庁黒豆コンビシリーズ　第3-4作（2007年／飾演 片岡正治刑事）
- 自治會長・絲井緋芽子社宅的事件簿　第8作（2007年／飾演 攝影師）
- エリートヤンキー三郎　7，8話（2007年／飾演 山下）
- ドキュメンタリー 生きる×２「ふるさとに響け ぼくらの詩」（2008年／擔任旁白）
- 天裝戰隊護星者 EP 10（2010年／飾演 Magis／護星綠）
- 獸電戰隊強龍者 EP 27（2013年／聲演 亡領影忍者）

### 網上節目
- ケータイ恋愛ドラマ 100シーンの恋 シーズン3「NO.1 ラブソングを君に」（2008年）
- 恋する血液型 シーズン2（2009年／飾演 學）

### 電影
- 特搜戰隊刑事連者THE MOVIE: FULL BLAST ACTION（2004年／飾演 江成仙一／DekaGreen）
- 姦C（2006年公開・初主演：飾演 武部）
- 斜陽（2009年5月公開・飾演 直治）

### Original Video
- 特搜戰隊刑事連者VS暴連者（2005年，東映／飾演 江成仙一／DekaGreen）
- 義經與辨慶（2005年東映／飾演 佐藤忠信）
- Rock Musical「BLEACH」（2005年／飾演 浦原喜助）
- 魔法戰隊魔法連者VS刑事連者（2006年，東映／飾演 江成仙一／DekaGreen）

### 舞台／音樂劇
- Rock Musical「BLEACH」（2005年8月17日－28日　飾演 浦原喜助）
- TOKYO MEETS PROJECT vol.1「BANG!BANG!BANG!～ちょっとだけ大作戦～」（2005年9月7日－11日　飾演 Kato）
- Rock Musical「BLEACH」再炎（2006年1月5日－19日　飾演 浦原喜助）
- bambino（2006年3月29日－4月16日　飾演 龍太）
- TOKYO MEETS PROJECT vol.2「NICE!～ほんの大失敗を君の胸ぐらに捧げます～」（2006年9月13日－19日　飾演 隊長）
- bambino+（2006年12月16日－24日　飾演 龍太）
- bambino2（2007年5月18日－6月3日　飾演 龍太）
- 朗讀劇　苦情的手紙（2007年8月24日　飾演 山口）
- ミュージカル ラムネ（2007年9月4日－10日　飾演 裕一）
- abbey（2007年11月14日－18日　Kyohei役）
- bambino+ IN YOKOHAMA（2007年12月23日、24日　飾演 龍太）
- わらしべ夫婦双六旅（2008年2月1日－25日　飾演 夢次朗）
- bambino0（2008年5月7日－21日　竜太役）
- bambino+ in apple（2008年9月17日－21日　飾演 龍太）
- ミュージカル『緋色の欠片 ～運命の守護者～』（2008年12月－2009年1月　飾演 鬼崎拓磨）
- bambino.3＆+（2009年／飾演 龍太）
- コントン・クラブ（2009年12月）

### 廣告
- 牛角（2004年、只限刑事連者的播映時間）
- 北海道ボウリング場協会主催『全道秋のボウリング祭り～GoGo!Bowling』（2006年）
- au（2007年、廣告照片）
- JR西日本 J-WEST Card（2007年）

### 電台節目
- 廣播劇「しあわせは子猫のかたち」主演

### DVD
- 特搜戰隊刑事連者（2004年／飾演 江成仙一／DekaGreen）
- 特搜戰隊刑事連者THE MOVIE: FULL BLAST ACTION 潜入搜査檔案（2004年／飾演 江成仙一／DekaGreen）
- 特搜戰隊刑事連者THE MOVIE: FULL BLAST ACTION（2004年／飾演 江成仙一／DekaGreen）
- 特搜戰隊刑事連者VS暴連者（2005年，東映／飾演 江成仙一／DekaGreen）
- 義經與辨慶（2005年東映／飾演 佐藤忠信）
- Rock Musical「BLEACH」（2005年／飾演 浦原喜助）
- 魔法戰隊魔法連者VS刑事連者（2006年，東映／飾演 江成仙一／DekaGreen）
- Rock Musical「BLEACH 再炎」（2006年／飾演 浦原喜助）
- bambino（2006年／飾演 龍太）
- NiCE! ～ほんの大失敗を君の胸ぐらに捧げます～（2007年／飾演 隊長）※劇場預約限定商品
- bambino+（2007年／飾演 龍太）
- エリートヤンキー三郎 DVD-BOX（2007年／飾演 山下翔一）
- bambino.2（2007年／飾演 龍太）
- bambino+ in YOKOHAMA（2008年／飾演 龍太）
- abbey（2008年／飾演 キョウヘイ）
- ミュージカル「緋色の欠片 ～運命の守護者～」（2009年／飾演 鬼崎拓磨）
- bambino.0（2009年／飾演 龍太）
- bambino+ in apple～シゲ LAST LIVE！！～（2009年／飾演 龍太）
- bambino.3＆+（2009年12月／飾演 龍太）

### 照片集
- 特搜戰隊刑事連者　BOYS 4 COLORS（2004年）
- 角色書本 特搜戰隊刑事連者 FACE OFF（2005年）

## 音樂活動

### 音樂專輯
- 特搜戰隊刑事連者角色歌集（2004年）
  - railway to happiness～いつも笑っていられるように（センちゃん）
    - 作詞：伊藤陽佑／作曲：渡部チェル

- 特搜戰隊刑事連者全曲集（2004年）
  - girls in trouble!DEKARANGER(ジャスミン＆ウメコ with デカレンボーイズ)
    - 作詞：藤林聖子／作曲：ゆうまお

  - railway to happiness～いつも笑っていられるように
    - 作詞：伊藤陽佑／作曲：渡部チェル

  - THE MOVIE VERSION!DEKARANGER(デカレンジャー)
    - 作詞：藤林聖子／作曲：ゆうまお

- Rock Musical『BLEACH再炎』（2006年）
  - BLEACH
  - 浦原商店
  - 大虚
  - 戦いに必要なもの
  - ハレルヤ・グッバイ

### 單曲
- One Star（2006年）

1. One Star（動畫「數碼寶貝拯救者」片尾曲）
  - 作詞：榊原智子／作曲：POM
2. 小さな宵月
  - 作詞 作曲：伊藤陽佑

- 東京チョコレート（2007年）※ライブ会場限定販売デモCD

1. 東京チョコレート
  - 作詞 作曲：伊藤陽佑
2. fuwari
  - 作詞 作曲：伊藤陽佑

- ラディア（2009年）※ライブ会場限定販売デモCD

1. ラディア
  - 作詞 作曲：伊藤陽佑
2. いつか棒になる
  - 作詞 作曲：伊藤陽佑

- White bird featherless＜LITO＞（2009年）

1. White bird featherless（電影「斜陽」插曲）
  - 作詞 作曲：伊藤陽佑
2. fuwari
  - 作詞 作曲：伊藤陽佑

## 外部連結
- （日語） 伊藤陽佑官方日記「辻斬り抜刀斎」 （页面存档备份，存于）　2009年5月26日－
- （日語） 伊藤陽佑的MySpace （页面存档备份，存于）
- （日語） 伊藤陽佑的MySpace Mobile[永久]
- （日語） 伊藤陽佑MySpace內的舊日記[永久]　2008年1月26日－2009年5月26日
- （日語） 伊藤陽佑舊日記「QUINCY」 　2008年7月9日－2009年2月7日
- （日語） 伊藤陽佑舊日記「伊藤陽佑のアーリークロスがキーパーの手をかすめて直接ゴール右隅に決まっちゃったBLOG」 　2005年3月8日～2008年7月10日
- （日語） Tokyo Secret Children
- （日語） Indies映像製作團體「Cine-colorista」
- （日語） LITO的MySpace （页面存档备份，存于）
- （日語） LITO的MySpace Mobile[永久]
- （日語） LITO的mixi社團網頁

| 前任： 松野太紀(聲演) （忍風戰隊破裏劍者） | 日本超級戰隊系列綠色戰士演員 特搜戰隊刑事連者 2004年2月15日-2005年2月6日 | 繼任： 伊藤友樹 （魔法戰隊魔法連者） |
| 前任： 鈴木勝吾 （侍戰隊真劍者）           | 日本超級戰隊系列綠色戰士演員 天裝戰隊護星者 2010年2月14日-2011年2月6日   | 繼任： 清水一希 （海賊戰隊豪快者）   |